# I delitti del mosaico
I delitti del mosaico è un romanzo del 2004 di Giulio Leoni.

## Trama
Dante Alighieri è stato appena nominato priore di Firenze nel giugno dell'anno 1300, ma già viene richiesta la sua presenza nella chiesa sconsacrata di San Giuda. Il maestro comacino Ambrogio, cui è stato affidato l'incarico di eseguire il mosaico absidale, è stato trovato ammazzato, e orribilmente sfigurato. L'artista ha lasciato il suo lavoro incompiuto, e le sue carte sono scomparse. Un Dante giovane, supponente e molto compreso nel suo ruolo, indaga per giungere alla verità. Scoprirà un cenacolo di eletti, che ha sede a Firenze, e dovrà far i conti con gli ardori della carne, di fronte alla esotica bellezza di una danzatrice esotica che si chiama Antilia.

## Edizioni
- Giulio Leoni, I delitti del mosaico, collana Il Giallo Mondadori n.2896, Mondadori, 2006.